# Dying Light
Dying Light är ett actionrolls-survival horror-spel utvecklat av den polska datorspelsutvecklaren Techland och utgivet av Warner Bros. Interactive Entertainment. Det släpptes i januari 2015 till Microsoft Windows, Linux, Playstation 4 och Xbox One. Spelet kretsar kring en hemlig agent vid namnet Kyle Crane som skickats för att infiltrera en karantän i den fiktiva staden Harran. Det är en zombieinfekterad, öppen stad med en dynamisk dag och natt-cykel där gameplay fokuserar på både vapenbaseradstrider och parkour baserade attacker. Men även parkour free running.
Dying Light fick mestadels positiva recensioner från spelrecensenter, som gav beröm till spelets stridsmekanik, grafik, kooperativa multiplayer, navigering och dag och natt-cykeln. Det fick samtidigt kritik för dess berättelse, svårighetsgrad och tekniska problem. Det var det bäst säljande spelet under januari månad 2015.